# جولیان رودریگز
جولیان رودریگز (انگلیسی: Julien Rodriguez؛ زادهٔ ۱۱ ژوئن ۱۹۷۸) بازیکن فوتبال اهل فرانسه است.
از باشگاه‌هایی که در آن بازی کرده‌است می‌توان به باشگاه فوتبال المپیک مارسی، باشگاه فوتبال موناکو، و باشگاه فوتبال رنجرز اشاره کرد.